# Dupplin-Cross

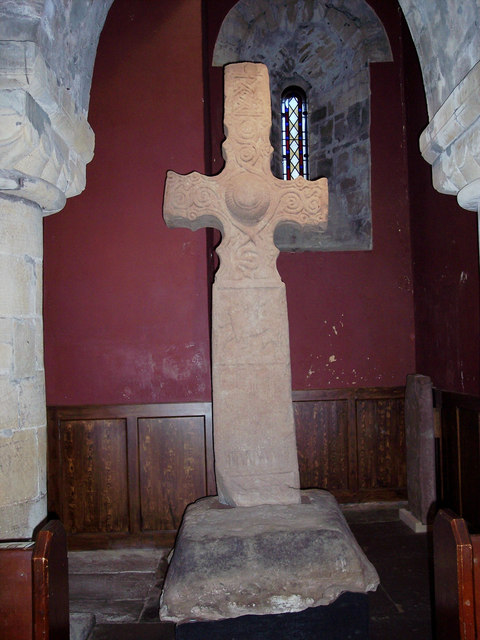
Das Dupplin-Cross in der St Serfs Church

Das Dupplin-Cross (auch Dupplin Castle Policies, Cross Park oder Bankhead genannt) ist ein piktisches Hochkreuz aus der Zeit um 800 n. Chr. Es besteht aus dem Kreuz und einem Grundstein, beide aus Sandstein. Das Kreuz wurde in eine Buchse am westlichen Ende des Sockels eingesetzt, so dass davor ein kleines Podium blieb.
Es stand ursprünglich 750 m südwestlich von Dupplin Castle und wurde erstmals 1769 von Thomas Pennant (1726–1798) auf einem Hügel am Ufer des Earn gezeichnet. 2002 wurde es unter die Obhut des Historic Scotland gestellt und im Turm der St. Serf’s Church in Dunning in Perth and Kinross in Schottland.

## Beschreibung
Das etwa 2,5 Meter hohe, über die Arme gemessen etwa einen Meter breite Kreuz ist aus Old Red Sandstone. Es wird auf der Ostseite mittig von einer markanten Bosse mit gewellten Seiten dominiert, die von Pflanzenspiralen umschlossen wird. Auf allen Seiten des Hochkreuzes sind Reliefs geschnitzt. Die Westseite hat eine tiefe Rippenbordüre um einen mit Stufenmuster verzierte Bosse. Die Dekoration auf den Armen kombiniert Tierkopfgeflecht mit Doppelspiralen. Der Schaft ist in drei Tafeln unterteilt, von denen die oberste eine siebenzeilige Inschrift enthält, von der aber nur der Name CUSTANTIN FILIUS FIRCUS zu lesen ist. Der Name ist die lateinische Form des gälischen Namens des piktischen Königs Caustantín mac Fergusa (etwa 775–820). Die mittlere Tafel enthält vier Vogelpaare, während die untere über einem Wildschwein und einem aufrechten Bären eine nackte Figur zeigt, die mit einem Löwen ringt. Da die Inschrift darauf andeutet, dass das Kreuz entweder während oder kurz nach der Herrschaft von Caustantín geschnitzt wurde, ist es für die Chronologie der piktischen Bildhauerei wichtig. Es weist auch darauf hin, dass zu dieser Zeit Gälisch gesprochen wurde, da es die gälische Namensversion in Latein verwendet.

Dupplin Cross
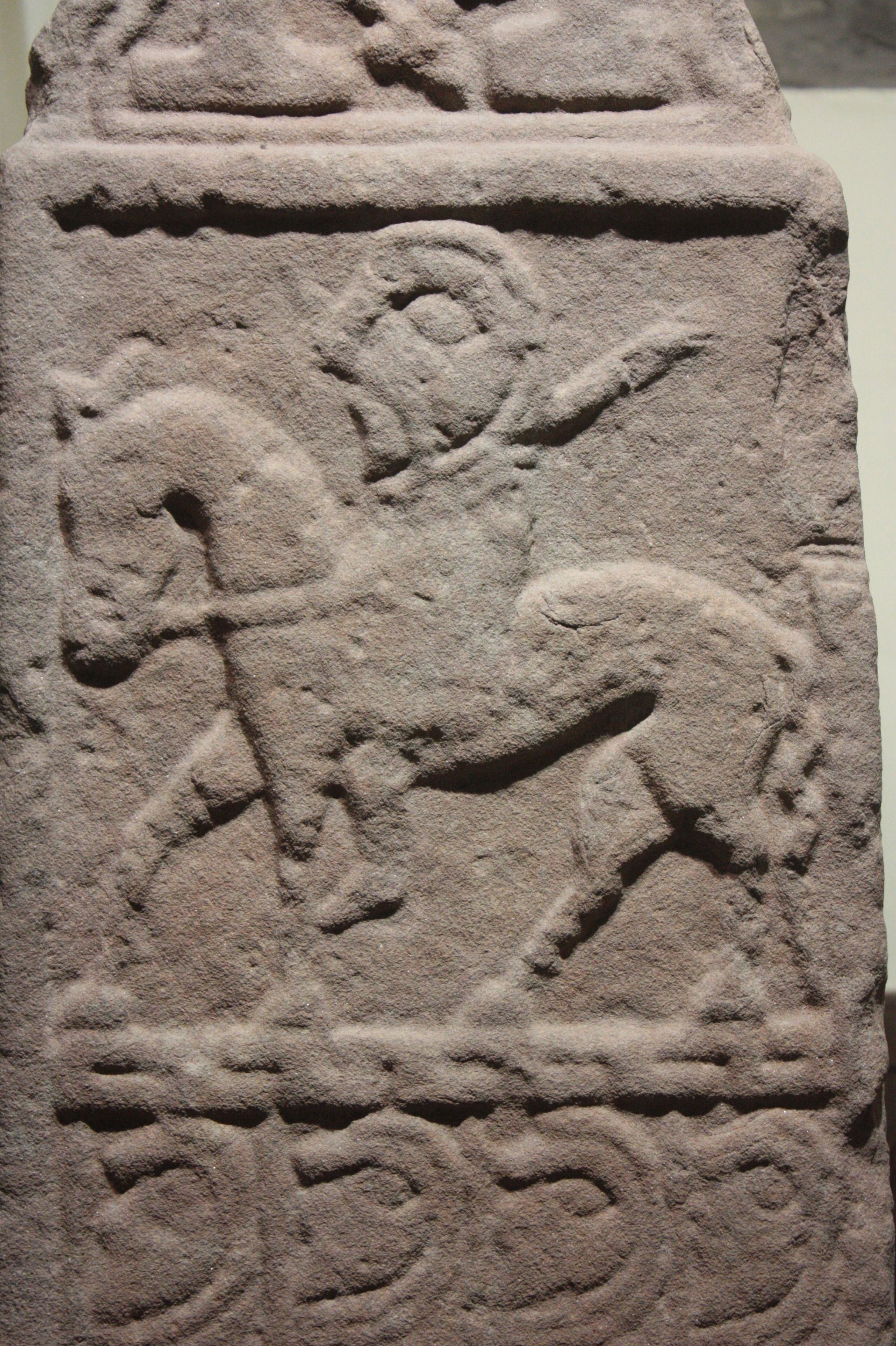
Der Reiter
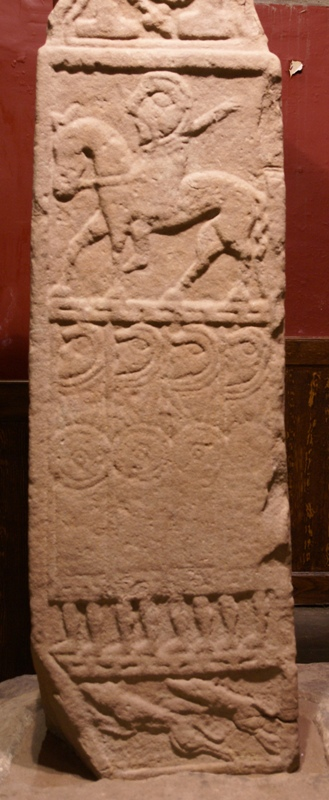
Die Ostseite
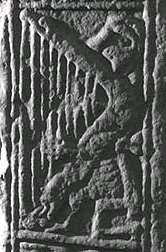
Der Harfenspieler
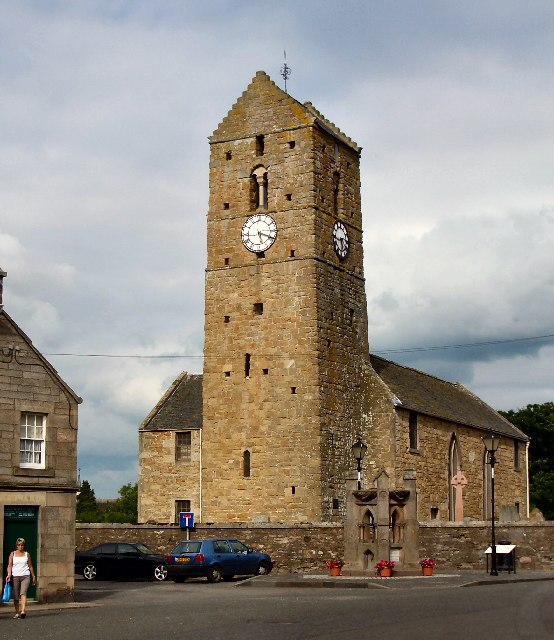
Die Kirche

## Die Reliefs
Auf der Vorderseite kämpft ein Mann mit bloßen Händen gegen Bären. Die Rückseite zeigt einen nach links gewandten Reiter mit übergroßem Kopf und Pferdeschwanz, der ihn als Mann mit Autorität ausweist. Darüber eine Tafel, in die vier Fußsoldaten eingepresst sind, die alle nach links zeigen und Speere tragen und Schilde an Riemen um den Hals tragen. Sie tragen knielange Tuniken mit verzierten Säumen. In den Tafeln unter dem Reiter befinden sich zwei springende Hunde. Die schmale Südseite trägt Knotenmuster und drei Feldern am Schaft. Das obere zeigt ein Tier, das sich in den Schwanz beißt: Die Tafel darunter zeigt einen sitzenden Harfespieler (wahrscheinlich David) Nahe der Basis eine Tafel mit Knotenmustern.
Während in Dalriada, Irland und Northumbria solche Kreuze häufig sind, sind sie im Land der Pikten selten. Das zweite bekannte Kreuz, das „Cross of Dronachy“, das südlich von Forteviot stand, ist heute verloren.